# Eristalinus copiosa
Eristalinus copiosa là một loài ruồi trong họ Ruồi giả ong (Syrphidae). Loài này được Walker mô tả khoa học đầu tiên năm 1852. Eristalinus copiosa phân bố ở miền Australasia